# Rita Levi-Montalcini
Pour les articles homonymes, voir Levi.
Rita Levi-Montalcini (née le 22 avril 1909 à Turin, et morte le 30 décembre 2012 à Rome), chevalier grand-croix de l'OMRI, est une neurologue italienne, lauréate avec Stanley Cohen du prix Nobel de physiologie ou médecine en 1986 pour sa découverte du facteur de croissance nerveuse.
Elle est, du 5 janvier 2007 jusqu'à sa mort, la lauréate vivante la plus âgée et reste la lauréate ayant vécu le plus longtemps de tous les lauréats du prix Nobel.

## Enfance
Rita Levi-Montalcini est née à Turin d'une famille juive sépharade. Elle est, avec sa sœur jumelle Paola, la benjamine d'une famille de quatre enfants. Ses parents étaient Adamo Levi, ingénieur électricien et mathématicien, et Adele Montalcini, peintre de talent décrite par Levi-Montalcini comme « un être humain exquis ».
Levi-Montalcini décide d'aller à l'école de médecine après avoir vu sa gouvernante préférée, Giovanna, mourir d'une leucémie. Elle surmonte les objections de son père (qui croyait qu'une carrière professionnelle entrerait en conflit avec les devoirs d'épouse et de mère) et s'inscrit à l'école de médecine de Turin en 1930, étudiant avec Giuseppe Levi. Après l'obtention de son diplôme en 1936, elle travaille comme assistante de Levi, mais sa carrière académique est interrompue par le Manifeste de la race de Benito Mussolini de 1938 et l'introduction subséquente de lois interdisant aux juifs des carrières académiques et professionnelles.

## Vie professionnelle
Pendant la Seconde Guerre mondiale, elle réalise ses premières expériences sur la croissance des fibres nerveuses dans un laboratoire de fortune aménagé dans une chambre, à son domicile de Turin, et à Florence de 1943 à 1945.
En septembre 1946, Levi-Montalcini accepte une invitation de l'Université de Washington à Saint-Louis dans le Missouri, de venir travailler sous la supervision du professeur Viktor Hamburger. Alors que l'invitation initiale prévoyait un séjour d'un semestre, elle se fixe dans cette ville et y mène sa carrière durant trente ans. C'est là qu'elle réussit, en 1952, l'exploit d'isoler le facteur de croissance nerveuse, grâce à ses observations de certains tissus cancéreux qui provoquent une croissance rapide des cellules nerveuses. Elle acquiert le titre de Full Professor en 1958, et en 1962 elle établit une unité de recherche à Rome, partageant dorénavant son temps entre la capitale italienne et la ville américaine de Saint-Louis.
De 1961 à 1969, elle dirige le Centre de recherche en neurobiologie du Consiglio Nazionale delle Ricerche (Rome), et de 1969 à 1978 le Laboratoire de biologie cellulaire.
Elle est lauréate avec Stanley Cohen du Prix Nobel de physiologie ou médecine en 1986 pour la découverte révolutionnaire des « facteurs de croissance de cellules nerveuses » (nerve growth factor, NGF).
Le 16 octobre 1999, Rita Levi Montalcini est nommée Ambassadrice de bonne volonté de l’Organisation des Nations Unies pour l'alimentation et l'agriculture (FAO).
Figure importante du féminisme, elle crée plusieurs écoles dédiées aux femmes en Afrique[réf. souhaitée].

## Sénateur à vie
En 2001 en Italie, elle a été nommée sénatrice à vie (Senato della Repubblica) par le Président de la République Carlo Azeglio Ciampi.
Les 28 et 29 avril 2006, Levi-Montalcini, alors âgée de 97 ans, ouvre la législature fraîchement élue du Sénat Italien, séance durant laquelle un nouveau président est élu. Elle déclara sa préférence pour le candidat de centre-gauche Franco Marini. Levi-Montalcini, qui est un membre âgé de la chambre haute, choisit de ne pas être le président temporaire à cette occasion. Elle participe activement aux discussions de la chambre haute, bien qu'occupée à des activités académiques autour du monde. À cause de son appui au gouvernement de Romano Prodi, elle fut souvent critiquée par quelques sénateurs de l'aile droite qui l'accusent de « sauver » le gouvernement quand la majorité exigée du gouvernement était à risque. Comme sénateur, elle fut fréquemment insultée en public et dans des blogues, aussi bien par des sénateurs de droite comme Francesco Storace, que par des blogueurs d'extrême-droite en raison de son âge et de son origine juive.
Rita Levi-Montalcini était également membre honoraire de l'ONG Green Cross International et présidente honoraire de la Croix Verte italienne.
Le dimanche 17 janvier 2010, à l'âge de 100 ans, elle assiste, à la synagogue principale de Rome, à la visite du pape Benoît XVI.

## Citation
« Que le corps fasse ce qu'il veut. Je ne suis pas mon corps. Je suis mon esprit. »

— Rita Levi Montalcini

## Publications
En italien
- Elogio dell'imperfezione : Gli elefanti Saggi, Garzanti, 1999 (rééd. revue et augmentéé).
- Origine ed Evoluzione del nucleo accessorio del Nervo abducente nell'embrione di pollo, Cuggiani, 1942
- Elogio dell'imperfezione, Garzanti, 1987
- NGF : apertura di una nuova frontiera nella neurobiologia, Rome-Naples, 1989
- Sclerosi multipla in Italia : aspetti e problemi, AISM, 1989
- Il tuo futuro, Garzanti, 1993
- Per i settanta anni della Enciclopedia italiana : 1925-1995, Istituto della Enciclopedia italiana, 1995
- Senz’olio contro vento, Baldini & Castoldi, 1996
- L’asso nella manica a brandelli, Baldini & Castoldi, 1998
- La galassia mente, Baldini & Castoldi, 1999
- Cantico di una vita, Raffaello Cortina Editore, 2000
- Un universo inquieto, 2001
- Tempo di mutamenti, 2002
- Abbi il coraggio di conoscere, 2004
- Tempo di azione, 2004
- Eva era africana, 2005
- I nuovi Magellani nell’er@ digitale, 2006
- Tempo di revisione, 2006
- Rita Levi-Montalcini racconta la scuola ai ragazzi, 2007
- Cronologia di una scoperta, 2009

En français
- Éloge de l’imperfection, Éditions Plon
- " La science citoyenne", Rita Levi-Montalcini à la question par Ruth Scheps, éditions Eshel, 1994
- L’atout gagnant : À un âge avancé, notre cerveau garde des capacités exceptionnelles que chacun peut utiliser, Paris, Robert Laffont, 1999, 168 p. (ISBN 978-2-221-09018-3)

## Hommage à la télévision
En 2020, pour la chaîne Rai 1, Alberto Negrin réalise un film biographique sur Rita Levi-Montalcini (Rita Levi-Montalcini (film) (it), avec Elena Sofia Ricci dans le rôle principal.